# 서상교
서상교(徐尙敎, 1923년 11월 7일 ~ 2018년 3월 13일)는 대한민국의 독립운동가이다. 호(號)는 목민(木民)이다.

## 생애
경상북도 대구(慶尙北道 大邱) 남산정에서 출생하여 남산국민학교 졸업 후 대구상업고등학교 재학 중 1942년 6월에 대구고등상업학교 동급생 이상호(李相虎)·김상길(金相吉) 등과 함께 조국의 독립을 위해 목숨을 바치기로 맹세하고 항일 비밀 학생 결사 태극단(太極團)을 조직하였다. 
이때 태극단(太極團)이란 명칭은 대한제국 이래 사용되어온 태극기(太極旗)를 상징하여 정한 것이며, 동 결사의 약칭으로 TKD를 사용하기도 했다. 이무렵 일제에서는 태평양 전쟁을 도발하여 차라리 마지막 발악이라도 하던 시점인데 감시와 탄압을 더더욱더 가혹하게 했으나, 그와 동지들은 일본군 입대 반대 등 일제 식민 통치에 대항하는 내용의 유인물을 만들어 뿌리면서 독립정신을 고취하는 한편 조직확대를 위해 동지포섭 활동에 주력하였다. 최초 모의 장소는 대구 앞산 안지랑골에 있는 약수터로 현재  빨래터라 불리는 곳이다.그리하여 1년 후 1943년 4월부터 김정진(金正鎭)·이준윤(李浚允)·이원현(李元鉉)·윤삼용(尹三龍) 등을 동지로 포섭하였으며 계속 학교 단위로 조직을 확대해 나갔다. 1943년 5월에는 그 동안 가입한 단원들을 모두 포함하여 전원이 경상북도 대구 지방 앞산인 경상북도 비파산(慶尙北道 大邱 琵琶山) 약수터에 모여 결단식을 가졌으며, 그와 태극단 간부들은 구체적 투쟁 관쳔 체제 방안에 관하여 협의하고 조직을 정비하였다. 태극단의 조직 체제는 크게 일반 조직, 특수 조직으로 나누었으며 최고의결기관으로써 간부회의를 구성하였다. 그리고 일반 조직은 다시 육성부(育成府) 아래 관방국(官房局)·체육국(體育局)·과학국(科學局) 등 3국을 두고, 그밑에 군사부(軍事部)·항공부(航空部) 등 10여부(部)를 두어 체계화했으며, 특수 조직은 건아대(健兒隊)라 칭하여 중학교 1·2학년생과 국민학교 상급반 학생을 대원으로 가입시켜 이들을 장차 단원으로 육성하는데 목적이 있었다. 이때 그는 체육국장의 일을 맡아 단원의 연성활동(鍊成活動)을 지도·감독하였다. 
달리 한편 태극단의 투쟁 방략 체제는 조직 확대를 통하여 전국의 학교와 각 지역별로 조직을 완성한 후 여론을 환기시키며 본격적인 항일 관련 투쟁을 전개하는 것인데, 만약 국내에서의 투쟁이 여의치 못할 때에는 중국으로 집단 망명하여 그곳에서 항쟁을 계속한다는 계획도 세웠다. 그리하여 단원들은 용두산(龍頭山)·비파산 등 비밀 장소를 이용하여 학술연구토론회·각종 체육회 등을 개최하여 동지간 유대의식과 민족적 교양의 함양 및 체력증강에 힘을 쏟았다.  또한 궁극의 목적을 달성하기 위해 군사학 연구에도 정진하여 군사관계서적의 번역, 글라이더 및 폭발물 제조에 관한 연구를 추진하였다.
그러나 1943년 5월 이런 사실을 알게되고 자식의 미래를 걱정한 한 단원의 부모의 밀고로 인하여 태극단의 조직과 활동이 일경에 발각되었고 이로 인하여 그는 학교에서 수업 도중 동지들과 함께 피체되었다.
대구고등상업학교 후배이기도 한 동지 정광해(鄭光海) 등과 경상북도 대구 지방 주재소에 끝려간 그는 일경들에게 모진 고문을 받고 나서 1944년 1월 경상북도 대구지방법원에서 소위 치안유지법 위반이 적용되면서 소년범 최고형인 징역 7년형을 선고받고 경기도 인천소년형무소에 수감된 후 1944년 2월 징역 5년형으로 감형되어 여전히 경기도 인천소년형무소에서 옥고를 치르던 중 1945년 8·15광복으로 출옥하였다.
2018년 3월 13일을 기하여 별세한 그의 유해는 대한민국 서울 국립현충원에 안장되어 있다.

### 학력
- 경상북도 대구남산소학교 졸업
- 경상북도 대구상업학교 졸업

#### 명예 졸업
- 대구상고 명예졸업장 수여 (1969년 1월 20일

### 서훈
대한민국 정부는 1963년 3월 1일에 건국훈장 독립장을 수여.